# زاره نوبار
زاره نوبار (ارمنی: Զարեհ Նուբար؛ ارمنی غربی: Զարեհ Նուպար؛ انگلیسی: Zareh Nubar; ۱۸۸۵ – ۱۹۴۰) سیاستمدار ارمنی‌تبار اهل مصر بود بین سال‌های ۱۹۳۲ تا ۱۹۴۳ ریاست Armenian General Benevolent Union را برعهده داشت.

## زندگی‌نامه
وی در ۱۸۸۵ به دنیا آمد وی پسر بوغوس نوبار و نوه نوبار پاشا بود. . وی در ۱۹۴۰ در سن ۵۵ سالگی درگذشت